# Ritter Sankt Georg (1627)
«Ritter Sankt Georg» (пол. «Rycerz Święty Jerzy», укр. «Лицар святий Георгій») — адміральський галеон військового флоту Речі Посполитої.

## Історія
Будувався в 1625–1627 роках у Пуцьку.
У битві під Оливою 28 листопада 1627 був флагманом адмірала Аренда Дікманна (нім. Arend Dickmann). Капітаном був Йоган Шторх, штурманом Ієроним Тешке (нім. Hieronim Teschke). У час битви взяв на абордаж і захопив шведський адміральський галеон «Tigern», на палубі якого загинув адмірал Дікманн. Галеон отримав численні пошкодження (три нижче ватерлінії).
Вночі 6 липня 1628 шведське військо з артилерією атакувало польський флот в усті Вісли біля замку Віслоустя (нім. Weichselmünde). При відході кораблів вверх по ріці «Ritter Sankt Georg» сів на мілину, з якої знявся, отримавши немало артилерійських влучань і набравши води. Вранці екіпаж покинув галеон, підпаливши його.